# آرمن صافاریان
آرمن سورنی صافاریان (ارمنی: Արմեն Սուրենի Սաֆարյան؛  ۱۹۵۸ – ۲۵ آوریل ۲۰۲۳) یک کارگردان و مترجم اهل ارمنستان بود. وی بین سال‌های - تا - میلادی فعالیت می‌کرد.

## زندگی‌نامه
وی در ۱۹۵۸ در ایروان به دنیا آمد و از انستیتو دولتی هنری و نمایشی ایروان فارغ‌التحصیل شد. وی همچنین برندهٔ جوایزی همچون چهره فرهنگی شایسته جمهوری ارمنستان شده است. وی در ۲۵ آوریل ۲۰۲۳ در سن ۶۵ سالگی در ایروان درگذشت.